# Искусство схемотехники
«Искусство схемотехники» (англ. The Art of Electronics — Искусство электроники) — широко известная монография-учебник по аналоговой и цифровой схемотехнике (электроника), написанная американскими специалистами Паулем Хоровицем из Гарвардского университета и Уинфилдом Хиллом (англ. Winfield Hill) из Роулендского института науки (англ.), Кембридж, Массачусетс.

## Описание
Книга адресована специалистам в области электроники, автоматики, вычислительной техники, студентам соответствующих специальностей вузов, а также широкому кругу читателей интересующихся электроникой и желающих самостоятельно изучить основы конструирования радиоэлектронной аппаратуры (РЭА).
Завоевала популярность благодаря тому, что в отличие от классических учебников написана авторами лёгким и живым языком, умеренно сдобренным профессиональным юмором, при этом сохраняя полноту познавательной ценности и ясность изложения. Увлекательности книге прибавляет и некоторое прикосновение к сфере познания нового — работа авторов в университетской исследовательской среде, из работы в которой вынесено большинство примеров, реализованных для научного эксперимента. Авторам также удалось с предельным минимумом математических выкладок на большом количестве тщательно разбираемых практических примеров — что важно, непосредственно реализованных самими авторами — доступно для понимания даже слабоподготовленного читателя изложить все основные аспекты конструирования РЭА. Удачна также и структура подачи материала: каждая глава оканчивается набором примеров «Удачные схемы» и «Негодные схемы», показывая, соответственно, хорошие, а порой красивые и оригинальные технические решения и типичные ошибки начинающих конструкторов; вся книга снабжена хорошо связанными с основным текстом вставками коротких упражнений для самостоятельного решения, носящими местами, в хорошем смысле, провокационный характер, и дающих читателю возможность задержаться на прочитанном, осмыслить, проверить себя, проявить сообразительность. Книгу также отличает широта охвата предметной области, энциклопедичность, тщательно собранная обширная справочная информации по элементной базе и глубокое знание авторами прикладных областей электроники. За столь удачное сочетание качеств книга обрела широкую популярность и заслужила неофициальное звание «Библии электроники».
Переведена на несколько языков.
На английском языке выдержала три издания: в 1980, 1989 (значительно обновлено и дополнено) и 2015 годах.

### Третье английское издание
С момента выхода второго оригинального английского издания в 1989 году книга, по понятным причинам, в части элементной базы и процессорных архитектур уже несколько устарела и нуждалась в обновлении. С 9 апреля 2015 года книга доступна к заказу на сайте Amazon.com.

## Издания на русском языке
На русском языке выдержала четыре официальных издания, выпущенных московским издательством «Мир»: в 1983 — первое издание, последующие издания в 1984 и 1986 годах.
4-е, последнее, официальное издание — оно же единственное полное русское издание второго английского издания — вышло в 1993 году.
Также существует ряд неполноценных изданий, вышедших в издательстве «Мир» позже: 5-е издание, переработанное, вышедшее в 1998 году — представляет собой грубо урезанную до одного тома версию 4-го издания; 6-е издание (2003) и якобы 7-е (2009) с путаными выходными данными, являющиеся, по сути, копиями 5-го.
Книга издавалась в одном (изд. 1998, 2003 и 2009 годов), двух и трёх томах (4-е изд.).
В 2024 году вышел официальный перевод англ. редакции 2015 года в 2 томах. Том 2 был выпущен в 2025 году.

## Похожие книги
Известная книга немецких авторов схожего уровня, полноты и энциклопедичности:
- Титце У., Шенк К. Полупроводниковая схемотехника: Справочное руководство = Halbleiter-Schaltungstechnik (Funfte, uberarbeitete Auflage) / Перевод с нем. под ред. д-ра техн. наук А. Г. Алексенко. — М.: Мир, 1982. — 512 с. — 80 000 экз.